# Reflexbricka
För andra betydelser, se Reflex.

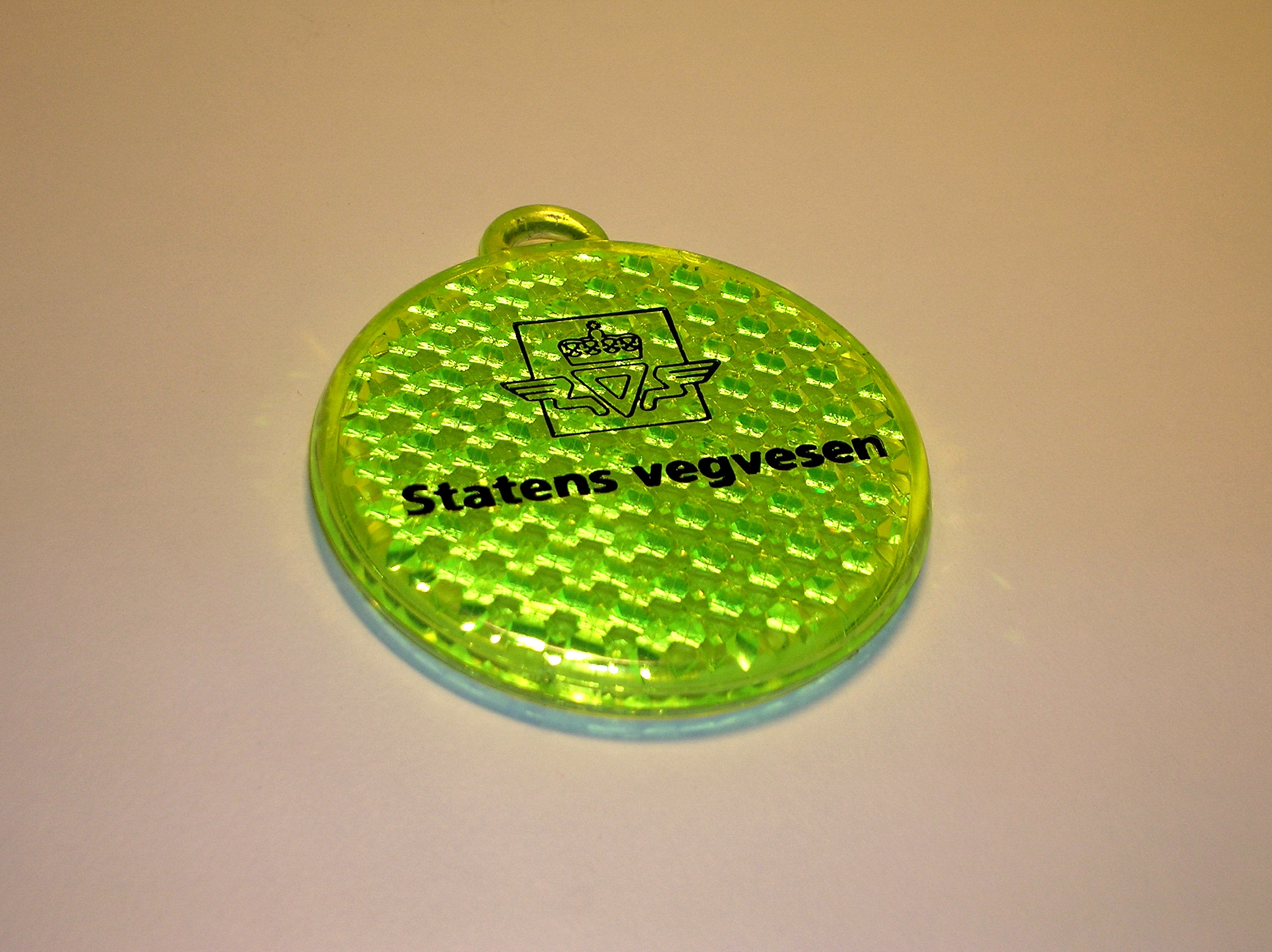
En lös reflexbricka.

Reflexbricka, reflexband eller bara reflex är ett platt föremål som återger ljus. De är gjorda av ett speciellt material som gör att ljusstrålarna går tillbaka igen, reflekteras. Detta gör att reflexer syns tydligt i mörker om ljuset från en ljuskälla träffar dem, även på långt avstånd.

## Funktion och underhåll
En reflex fungerar genom att reflektera ljuset i samma riktning som det kom ifrån. Det kan ske genom prismor eller mikroprismor, tre sidor i en halverad kub som riktar om ljuset, eller genom mikrosfärer som ger samma effekt genom ljusets brytning och reflektion.
En reflexbricka blir sämre med tiden och måste normalt bytas ut mot en ny efter ungefär tre år. Reflexen ska inte utsättas för hög värme eller väta i onödan eftersom det kan förstöra den eller göra den verkningslös. Även en repig reflex får sämre effekt.

## Historik
Reflexen för fotgängare är en finländsk uppfinning, ursprungligen avsedd för hästvagnar. Jordbrukaren Arvi Lehti i S:t Bertils blev nästan påkörd av bilister när han framförde sin hästdrivna vagn i mörker under efterkrigstiden. Kring år 1950 skaffade han en formsprutningsmaskin och skapade trekantiga reflexer till sina och andras hästvagnar. En tid senare limmade han ihop två halva fordonsreflexer och försåg dem med en hängkrok. Trots förekomsten av reflexbricka bland fotgängare i exempelvis Finland och Sverige är den ännu okänd i många länder (publicerat 2017).

## Reflexer på oskyddade trafikanter

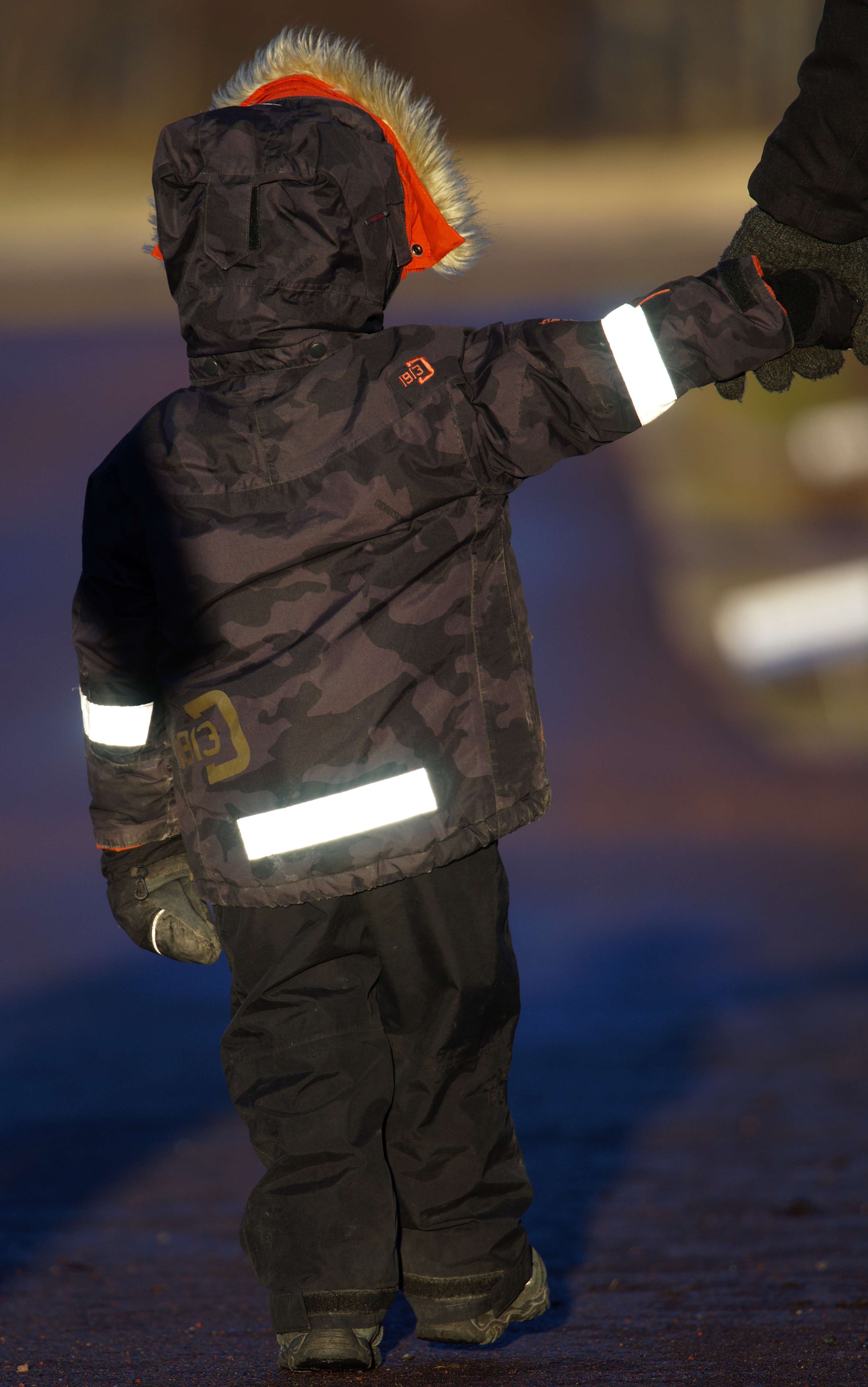
Reflexband på ett barns jacka.

Reflexbrickor är ett hjälpmedel som kan användas av gångtrafikanter och andra oskyddade personer för att dessa skall bli mer synliga i trafiken vid mörker. Den som bär reflexer i trafiken blir synlig på upp till ungefär 125 meters avstånd för en bilist som använder halvljus, den som saknar reflexer och bär mörka kläder på upp till 20-30 meters avstånd.
Reflexer placerade på ungefär samma höjd som knäna träffas bäst av billyktor. En reflex bör vara i rörelse för att upptäckas lätt och en reflexbricka brukar fästas i ett snöre som i sin tur sätts fast i kläderna med en säkerhetsnål. Det finns även reflexband som man temporärt fäster på kroppen eller kläderna samt klädesplagg med inbyggda reflexer såsom reflexväst. NTF rekommenderar att löstagbara reflexband fästs antingen på höger sida eller båda sidor av kroppen.
Under 2000-talet har även reflexsprej tillkommit, en reflekterande sprej som sprejas direkt på kläderna. Enligt NTF reflekterar den dåligt på avstånd och har svårt att fästa på glatta underlag såsom många vinteroveraller. År 2016 avrådde Naturskyddsföreningen i Sverige från användning av reflexsprej eftersom effekten på miljö och hälsa ansågs osäker.
Även djur i trafiken, exempelvis hästar och hundar, behöver reflexer. Man kan fråga efter dessa reflexer i zoobutiker.

## Reflexer på fordon

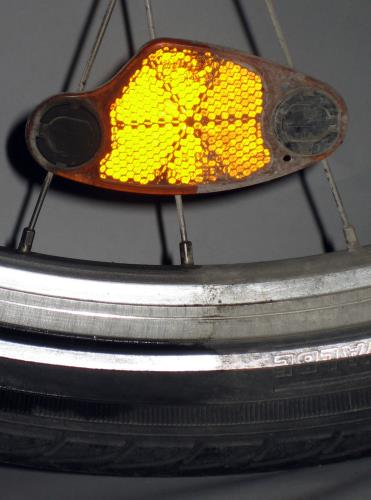
Reflex på ett cykelhjul.

Enligt lagen i Sverige måste cyklar, mopeder, rullstolar, sparkar, traktorer, hästfordon och släpfordon som dras av traktor eller motorredskap ha reflexer vid körning i mörker.
I Sverige måste cyklar enligt lag ha röd reflex bak, vit reflex fram och gula eller vita reflexer på sidorna. Sidoreflexerna brukar sitta i ekrarna. Ofta finns det även reflexbrickor i pedalerna och ibland på de yttersta delarna av styrets handtag. De obligatoriska cykelreflexerna kan kompletteras med reflekterande varselpinne, reflexväst och andra reflexer på cyklisten. Vid mörker måste cykeln enligt svensk lag även ha godkänd belysning fram och bak.
I den svenska vägtrafikstadgan av 20 juni 1930 bestämdes att cykel som framfördes på väg skulle vara försedd med en röd reflex baktill. Regelverket lämnade även öppet för liknande bestämmelser även för hästvagnar.
Tidigare benämndes en reflex kattöga, framför allt på cyklar, eftersom de likt kattens ögon reflekterar ljus.
Bilar måste enligt lag ha två röda reflexer bak. I Sverige måste det enligt lag finnas en varningstriangel i alla bilar som ska sättas ut när bilen blivit stående på ett sätt så att den kan vara svår att se. Dessa ska vara typgodkända och består bland annat av röda reflexbrickor.
Tvåhjuliga motorcyklar måste ha en röd, bakåtriktad reflex.

## Sånger om reflexer
- Blinka, blinka, min reflex
- Reflexer (Du måste ha reflexer)